# Мейендорф, Александр Егорович
Барон Алекса́ндр Его́рович Мейендо́рф (1848—1907) — генерал-лейтенант, генерал-адъютант, командир Собственного Е. И. В. Конвоя в 1893—1906 годах.

## Биография
Православный. Из дворян Курской губернии. Сын генерал-адъютанта Егора Федоровича Мейендорфа и жены его Ольги Федоровны, рожденной Брискорн.
Образование получил в Дерптском университете. Военную службу начал 5 мая 1869 года унтер-офицером в лейб-гвардии Конном полку. Выдержав офицерский экзамен в Николаевском кавалерийском и 1-м военном Павловском училище, 22 июля 1870 года был произведен корнетом в свой полк.
Чины: поручик (1874), штабс-ротмистр (1877), ротмистр (1882), полковник (1892), генерал-майор (1901), генерал-лейтенант (1906).
В 1877 году был произведен в штабс-ротмистры и назначен командиром эскадрона Конного полка. С июля по октябрь 1889 года временно исправлял должность помощника командира полка по хозяйственной части. В 1892 году был произведен в полковники и назначен помощником командира полка по строевой части. 6 мая 1893 года назначен командиром Собственного Е. И. В. Конвоя, а 26 февраля 1894 года пожалован флигель-адъютантом. 1 апреля 1901 года произведен в генерал-майоры с назначением в Свиту и оставлением в занимаемой должности. 12 июня 1906 года за отличие по службе произведен в генерал-лейтенанты, с назначением генерал-адъютантом, отчислением от должности и зачислением по гвардейской кавалерии и в списки Конвоя.
Умер 18 февраля 1907 года, 12 марта того же года был исключен из списков умершим. Похоронен в Исидоровской церкви Александро-Невской Лавры.

## Семья

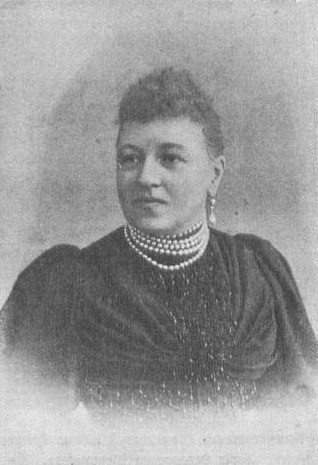
Вера Мейендорф

Был женат (с 10 января 1872 года) на княжне Вере Илларионовне Васильчиковой (1847—1924), дочери генерал-адъютанта И. И. Васильчикова от брака с княжной Е. А. Щербатовой. Была одной из первых выпускниц Киевской женской гимназии. Благотворительница, состояла председательницей Главного правления Российского общества покровительства животным. В 1906 году в Петербурге открыла общество «Майских Союзов», в котором детям школьного возраста прививались любовь и милосердие к животным и природе. По словам А. А. Мосолова, барон Мейендорф был чрезвычайно симпатичен; все его любили, но никто с ним серьезно не считался. Ему сильно мешала его супруга «тетя Вера», дама честолюбивая и часто смешная. После революции баронесса эмигрировала в Германию, умерла в Баден-Бадене. Потомства не оставила.

## Награды
- Орден Святого Станислава 3-й ст. (1880)
- Орден Святой Анны 3-й ст. (1884)
- Орден Святого Станислава 2-й ст. (1886)
- Орден Святой Анны 2-й ст. (1889)
- Орден Святого Владимира 4-й ст. (1892)
- Орден Святого Владимира 3-й ст. (1896)
- Орден Святого Станислава 1-й ст. (1903)

Иностранные:

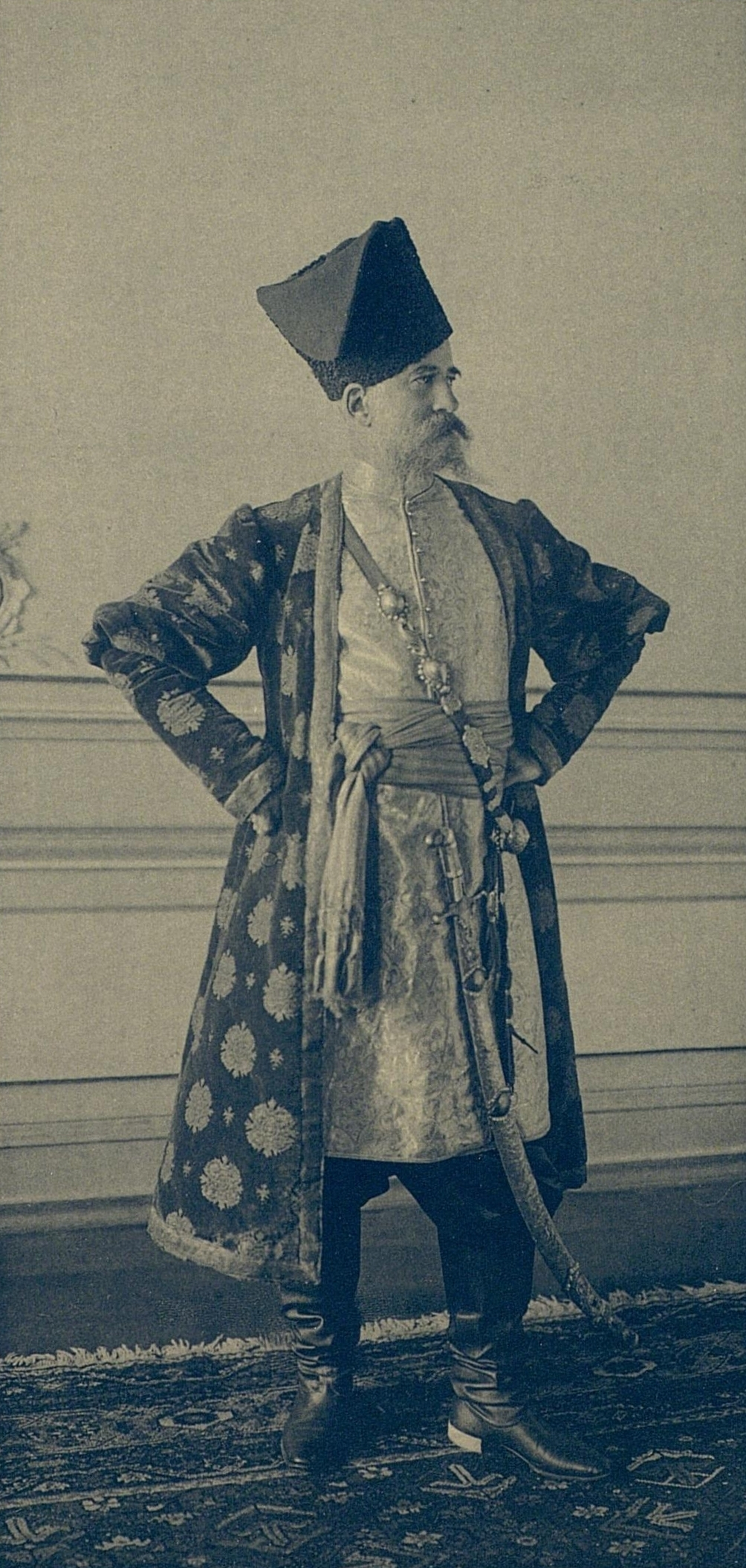
На костюмированном балу (1903)

- персидский Орден Льва и Солнца 3-й ст. (1889)
- мекленбург-шверинский Орден Вендской короны 2-й ст. со звездою (1894)
- вюртембергский Орден Фридриха, командорский крест 1-го класса (1895)
- бухарский Орден Золотой звезды 1-й ст. (1895)
- персидский Орден Льва и Солнца 2-й ст. со звездою (1896)
- болгарский Орден Святого Александра 2-й ст. (1896)
- австрийский Орден Железной короны 2-й ст. (1897)
- прусский Орден Красного орла 2-й ст. (1897)
- французский Орден Почетного легиона, командорский крест (1897)
- сиамский Орден Короны 2-й ст. (1897)
- румынский Орден звезды (1898)
- турецкий Орден Меджидие 2-й ст. (1899)
- турецкий Орден Османие 2-й ст. (1900)
- бухарский Орден Золотой звезды украшенный бриллиантами (1902)
- греческий Орден Спасителя 1-й ст. (1903)
- персидский Орден Льва и Солнца 1-й ст. (1903)
- турецкий Орден Меджидие 1-й ст. (1904)
- гессенский Орден Филиппа Великодушного 1-го класса (1905)